# ФК Клуб Америка
Клуб Америка (шп. Club América) или само Америка је професионални фудбалски клуб из Мексико Ситија. Један од најпопуларнијих клубова у земљи. Главни ривал Америци је Гвадалахара и то ривалство представља најважнију ствар у мексичком фудбалу и зове се суперкласико. Америка је 13 пута била првак државе, што представља рекорд.

## Историја
Са седам трофеја, Америка је рекордер по броју титула у КОНКАКАФ лиги шампиона. Поред тога клуб је освојио два међународна турнира који играју победници Копа Либертадореса и CONCACAF лиге сампиона.
Америка је три пута стигла до полуфинала Копа Либертадореса 2000, 2002 и 2008. На Светском клупском првенству 2006 заузео је четврто место изгубивши меч за треће место од египатског Ал Ахлиа.

## Успеси
- Прваци Мексика (13): 1965/66, 1970/71, 1975/76, 1983/84, 1984/85, 1985, 1987/88, 1988/89, Године. 2002, Цл. 2005, Цл. 2013, Ап. 2014, Ап. 2018 (рекорд)
- Прваци Мексика (пред-професионални период) (4): 1924/25, 1925/26, 1926/27, 1927/28
- Победник Мексичког купа (6): 1938, 1954, 1955, 1964, 1965, 1974 (рекорд)
- Победник трофеја Шампион Мексичких шампиона (5): 1955, 1976, 1988, 1989, 2005
- Победник CONCACAF Лиге шампиона (7): 1977, 1987, 1990, 1992, 2006, 2014/15, 2015/16 (рекорд)
- Победник Купа CONCACAF Giants (1): 2001
- Победник Mеђуамеричког купа (2): 1978, 1991
- Финалиста Купа Јужне Америке (1): 2007

## Симбол
Боје тима су жута и плава од самог оснивања клуба. Симбол је орао, који се пушта да лети изнад стадиона пре важних утакмица.

## Стадион
"Америка" наступа на легендарном стадиону Астека у Мексико Ситију, једном од највећих светских фудбалских стадиона, који је био домаћин два финала Светског купа.

## Познати играчи
- Клаудио Лопез
- Антонио Карлос Сантос
- Дирсеу
- Аквиваљдо Москера
- Рафаел Гутирез
- Енрике Борха
- Освалдо Санчез
- Хавиер Агире
- Уго Санчез
- Павел Пардо
- Гиљермо Очоа
- Кристобал Ортега
- Рикардо Рохас
- Херман Виља
- Иван Заморано
- Луис де ла Фуенте
- Карлос Реиносо
- Орасио Касарин

## Познати тренери
Предводници у првенству
- Роберто Скароне (1965-66)
- Хосе Антонио Рох (1970-71)
- Карлос Реиносо (1983-84)
- Раул Кардењас (1975-76)
- Мигел Анхел Лопез (1984-85)
- Жорж Веира (1987-1989)
- Мануел Лапуенте (Лето 2002)

Друго
- Алфио Басиле
- Лео Бенхакер
- Мирко Јозић
- Алејандро Скопели

## Занимљиви случајеви
На мечу „Америка“ - „Гвадалахара“ на стадиону Астека 17. августа 1986. окончана је јединственим случајем - судија Антонио Маркез је у 71. минуту меча („Америка“ је  водила о 1-0) искључио свих 22 играча због учешћа у колективној тучи. Разлог борбе био је ударац дефанзивца гостију Кирартеа, нападача домаћина Хермосила. Меч никада није завршен.